# Imperativ
Imperativ er en grammatisk form der oftest udtrykker et påbud eller direktiv handling. Imperativ kan være en form af verbet (udsagnsordet), der også kaldes bydeform. Eksempel: "Spis!" (af at spise). Imperativ kan også være en sætningstype.

## I bestemte sprog
På latin findes både præsens imperativ og futurum imperativ i såvel singularis som pluralis, i aktiv og i passiv. 

### Dansk
På dansk findes imperativ kun i én form (nutids bydemåde), så det er overflødigt at specificere præsens. 
På dansk var en passiv teoretisk mulig. Mikkelsens latinbog bruger følgende eksempel som oversættelse fra latin: Bliv slæbt i fængsel, røver – hvor den sammensatte form "bliv slæbt" skal gengive en præsens imperativ passiv singularis (2. person).
I ældre dansk findes imperativ i former som ikke længere bruges i andet end arkaiserende sammenhænge: "gak" for udsagnsordet "gå" er et eksempel.
Imperativen er en finit verbalform; den er sætningsdannende, idet en fuldstændig sætning kan bestå udelukkende af en imperativ, dvs. kun ét ord.